# Marcin Szyszkowski (starosta)
Marcin Szyszkowski herbu Ostoja (zm. ok. 1656) – starosta lelowski, poseł województwa krakowskiego na Sejm 1625 roku, dworzanin królewski.

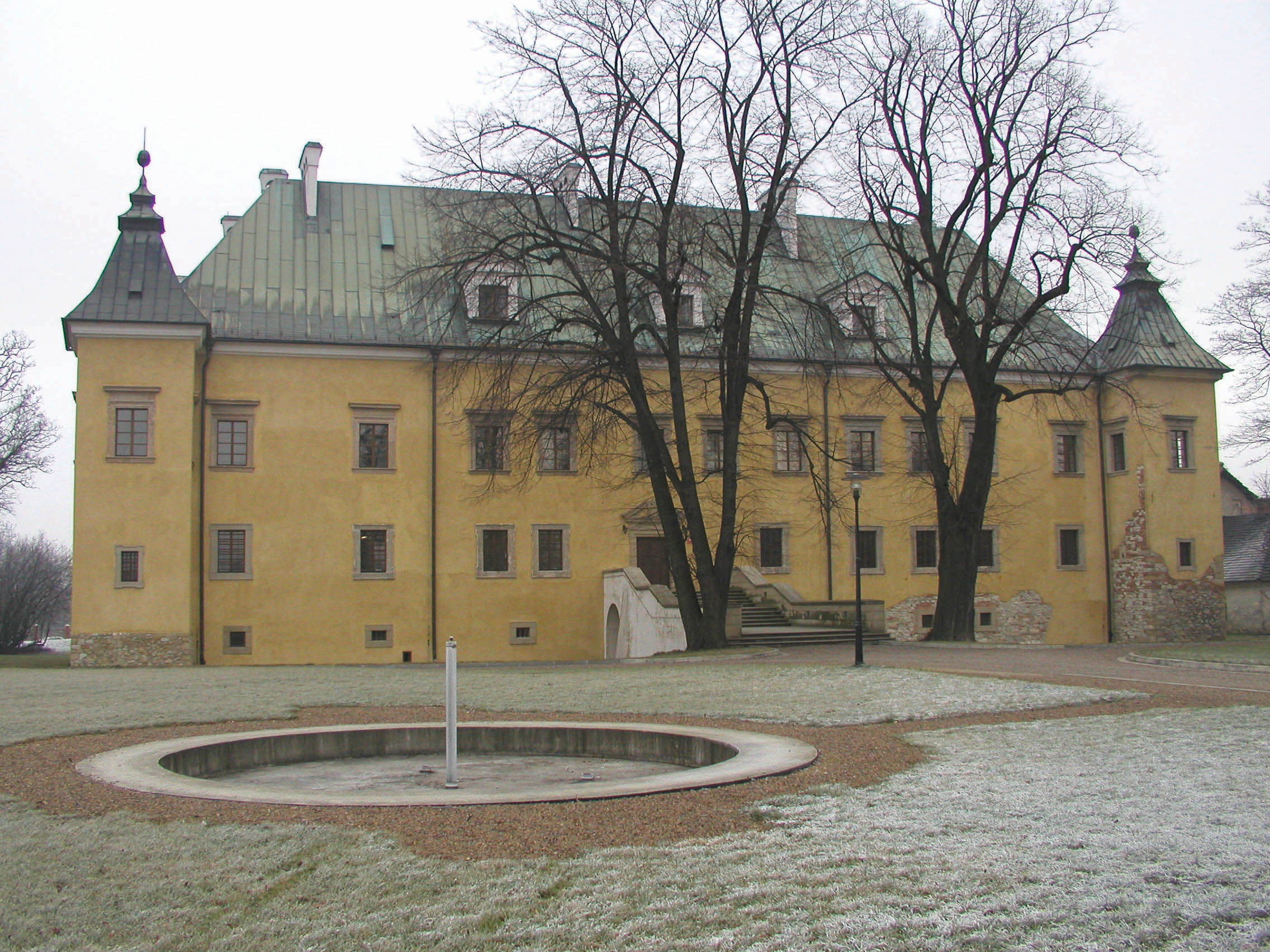
Zamek Szyszkowskich w Spytkowicach

## Życiorys
Marcin Szyszkowski należał do heraldycznego rodu Ostojów (Mościców). Jego rodzinę opisał Kasper Niesiecki w „Herbarzu polskim”. Przodkowie Szyszkowskiego wywodzili się z Szyszków (dziś Syski) w dawnym województwie sieradzkim. Był synem Anny z Ujejskich i Jana Szyszkowskiego, dzierżawcy kuźnicy Krzynieckiej w kluczu kunowskim i kuźnicy Bród (dzisiaj Brody) w kluczu iłżeckim biskupstwa krakowskiego. Marcin Szyszkowski miał siostrę Ewę Mariannę, norbertankę w klasztorze na Zwierzyńcu pod Krakowem i brata Mikołaja, biskupa warmińskiego, sekretarza królewskiego. Ożenił się z Eleonorą, córką starosty homelskiego  Andrzeja Jerzego Sapiehy (syna Bohdana, wojewody mińskiego). Szyszkowski sprawował, w latach 1621-1639, funkcję starosty lelowskiego. Był dworzaninem króla Zygmunta III Wazy. Posiadał duży majątek, którego część otrzymał w spadku po bracie Mikołaju w 1643 roku. Był m.in. właścicielem Spytkowic wraz z zamkiem znacznie rozbudowanym ok. 1630 roku przez stryja biskupa krakowskiego Marcina Szyszkowskiego. Do roku 1623 dysponował kuźnicą Krzyniecką w kluczu kunowskim biskupstwa krakowskiego wraz z tartakiem i folwarkiem. Został wspomniany przez Kaspra Niesieckiego w „Herbarzu polskim”. Niesiecki napisał co następuje: 

Brat rodzony Mikołaja Marcin dziedzic na Spytkowicach, starosta Lelowski, żona jego Eleonora Sapieżanka, córka Jerzego starosty Homelskiego, z księżnej Radziwiłowny urodzona..